# Rower Błażeja
Rower Błażeja – magazyn młodzieżowy telewizji TVP1, nadawany w dni powszednie w latach 1998–2004. Przeznaczony był głównie do osób w przedziale wiekowym między 15 a 23 rokiem życia (z naciskiem na wiek 19–23 lata).
Główną część programu stanowiły rozmowy z zaproszonymi gośćmi na tematy dotyczące współczesnej młodzieży. Poruszano w nim także takie kwestie jak: posiadanie narkotyków, eutanazja, uzależnienia (od seksu, internetu), przemocy. Inne stałe elementy to występy zespołów muzycznych, relacje reporterów, cykliczne bloki i czat internetowy z widzami.
Rower Błażeja zadebiutował 1 września 1998 roku o godzinie 15:35. Sam program był emitowany w godzinach popołudniowych, w dni powszednie – około 15:30 lub po 16:00. Przez pewien czas (okolice jesieni 2000 roku) program nadawano o 18:30 przed „Wieczorynką”. 
Przez pierwsze 3 lata program emitowany był pięć razy w tygodniu. Od września 2001 ilość emisji zmalała do czterech w tygodniu (od poniedziałku do czwartku). Pod koniec, wiosną 2004 nadawany był 3 razy w tygodniu, o 16:00. Gospodarzami programu byli młodzi dziennikarze, często uczęszczający do szkół średnich. Program nadawany był na żywo ze studia TVP z jej siedziby na warszawskim Mokotowie. Ostatni odcinek, po niespełna 6-letniej emisji wyemitowano w czerwcu 2004 roku w godzinach porannych. Głównymi powodami likwidacji były kontrowersje związane z niektórymi kwestiami oraz spadająca oglądalność.

## Prezenterzy
- Paulina Chylewska (1998–2001)
- Marcin Kołodyński (1998–2001)
- Michał Paciorkowski (1998–2000)
- Olin Gutowski (1998–2000)
- Gaba Jeleńska (1998–2000)
- Cyprian Ziąbski (1998–2002)
- Katarzyna Dydo (1998–2002)
- Katarzyna Dukaczewska (1998–2002)
- Dorota Szelągowska (1999–2002)
- Emilia Sobczyńska-Ziąbska (1999–2002)
- Maciej Samborski (1999–2002)
- Monika Borkowska (1999–2001)
- Adam Gałczyński (1999–2002)
- Monika Mroziewicz (2002–2004)
- Jędrzej Maćkowski (2002–2004)
- Agnieszka Lal (2002–2004)
- Justyna Dżbik (2003–2004)
- Jan Szlagowski (2003–2004)
- Monika Krysiak (2003–2004)
- Ivo Widlak (1998–2000)
- Daniel Zawadzki[3]

## Kontrowersje
Program często wywoływał kontrowersje ze względu na jego liberalne podejście do seksu i antykoncepcji.